# Butterfield 8
Butterfield 8, Telefon Butterfield 8 – amerykański dramat filmowy z 1960 roku, w reżyserii Daniela Manna, oparty na powieści Appointment in Samarra z 1935 roku, autorstwa Johna O’Hary.
Film opowiada historię prostytutki, która postanawia odmienić swoje życie. Wszystko idzie po dobrej myśli aż do momentu, gdy poznaje bogatego prawnika, w którym się zakochuje.
Film otrzymał dwie nominacje do Oscara oraz jedną do nagrody Złoty Glob.

## Obsada
- Elizabeth Taylor jako Gloria Wandrous
- Laurence Harvey jako Weston Liggett
- Eddie Fisher jako Steve Carpenter
- Dina Merrill jako Emily Liggett
- Mildred Dunnock jako pani Wandrous
- Betty Field jako Fanny Thurber
- Jeffrey Lynn jako Bingham Smith
- Kay Medford jako Happy
- Susan Oliver jako Norma
- George Voskovec jako dr Tredman

## Nagrody
33. ceremonia wręczenia Oscarów
- najlepsza aktorka pierwszoplanowa − Elizabeth Taylor
- nominacja: najlepsze zdjęcia kolorowe − Joseph Ruttenberg i Charles Harten

18. ceremonia wręczenia Złotych Globów
- nominacja: najlepsza aktorka w filmie dramatycznym − Elizabeth Taylor